# Lac Pühajärv
Le lac sacré (en estonien : Pühajärv) est un lac dans le comté de Valga en Estonie.

## Géographie
Le lac Pühajärv est un lac orienté dans la direction nord-est-sud-ouest. 
Sa superficie d'eau est de 293 hectares et sa superficie totale avec les îles est de 298,3 hectares. 
Le lac mesure 3,5 km de long et 1,6 km de large. Il est situé à 115 mètres d'altitude et sa profondeur maximale est de 8,5 mètres.
Le lac comprend cinq îles, Sõsarsaar au nord, Kloostrisaar au milieu et Suur-Lepasaar et Väike-Lepasaar au sud. 
Les rives du lac sont escarpées et principalement sablonneuses ou graveleuses.
Le lac est alimenté par de nombreux ruisseaux dont le Neitsijärve, le Sulaoja, le Nüpli et le Mülke.
Il existe de nombreuses sources dans le lac et la Source de l'Amour est la plus célèbre d'entre elles. Le Dalaï Lama Tenzin Gyatso a béni le lac en 1991 et cet événement a été commémoré par une sculpture en bois sur la rive du lac, près du parc.
Dans la partie sud du lac se trouve le Väike Emajõgi, qui est l'émissaire du lac.
À la pointe nord du lac Pühajärv y a une plage, des terrains de jeux de balle, une aire de jeux pour enfants, des aires de repos, des cafés et une jetée. À la pointe sud se trouve la zone de loisirs de Kooliranna, où prend sa source la rivière Väike Emajõgi. 
Le parc Pühajärve est le point de départ du sentier de randonnée Murrumetsa et il existe également un sentier de randonnée de 12 kilomètres faisant le tour du lac Pühajärv.

## Galerie

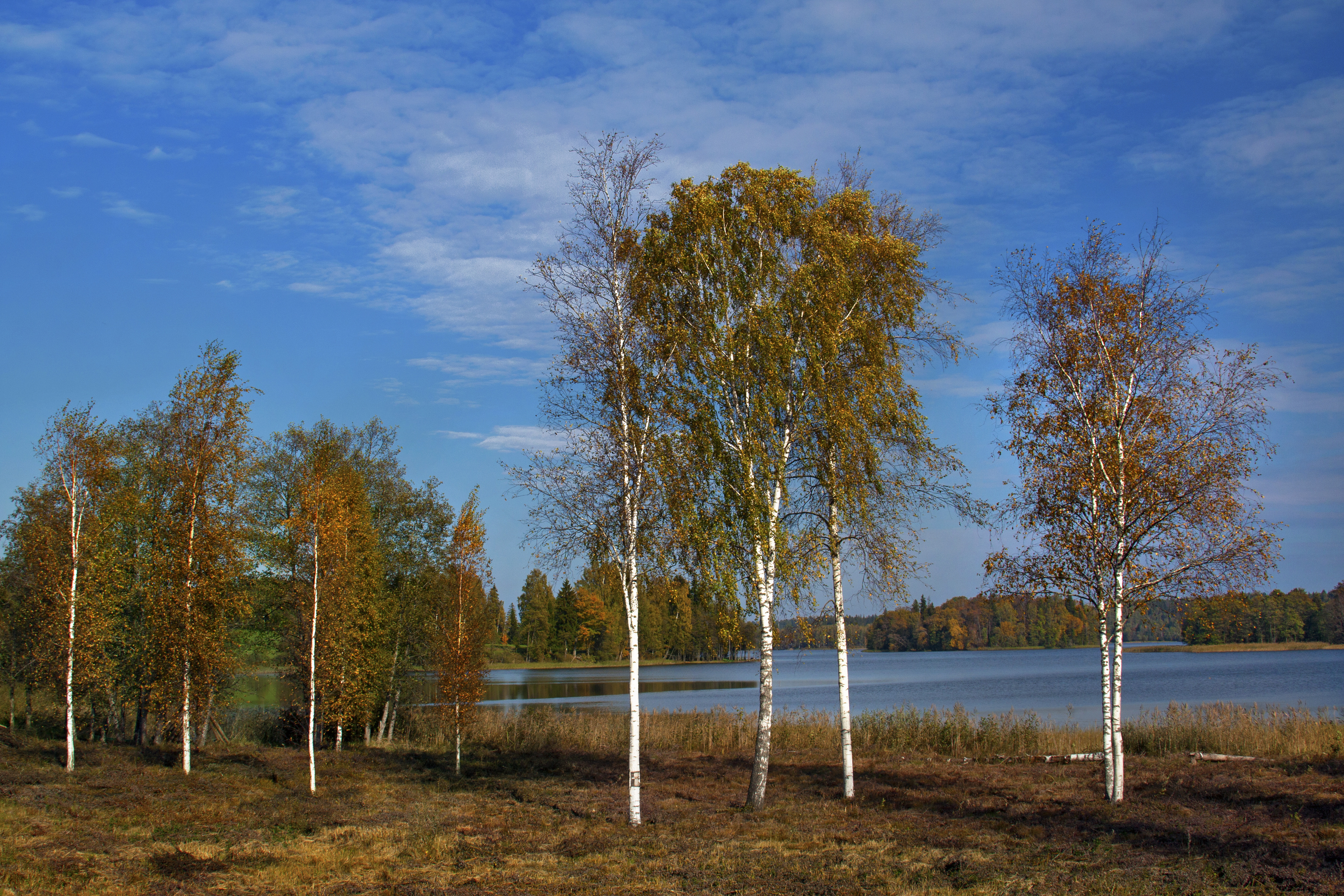
Boulaie sur la rive du Pühajärv.
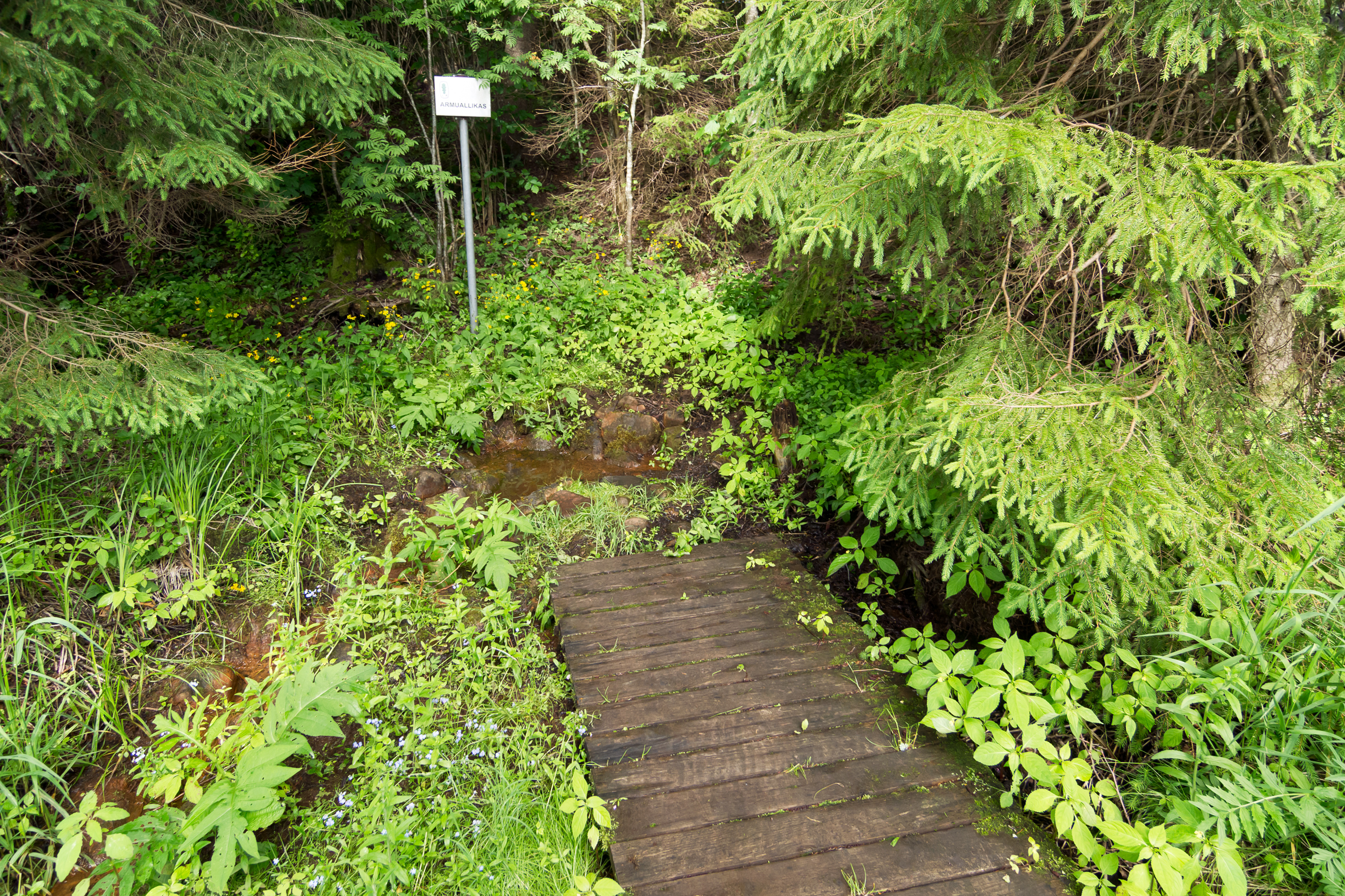
La source Armuallikas sur la rive est du lac.
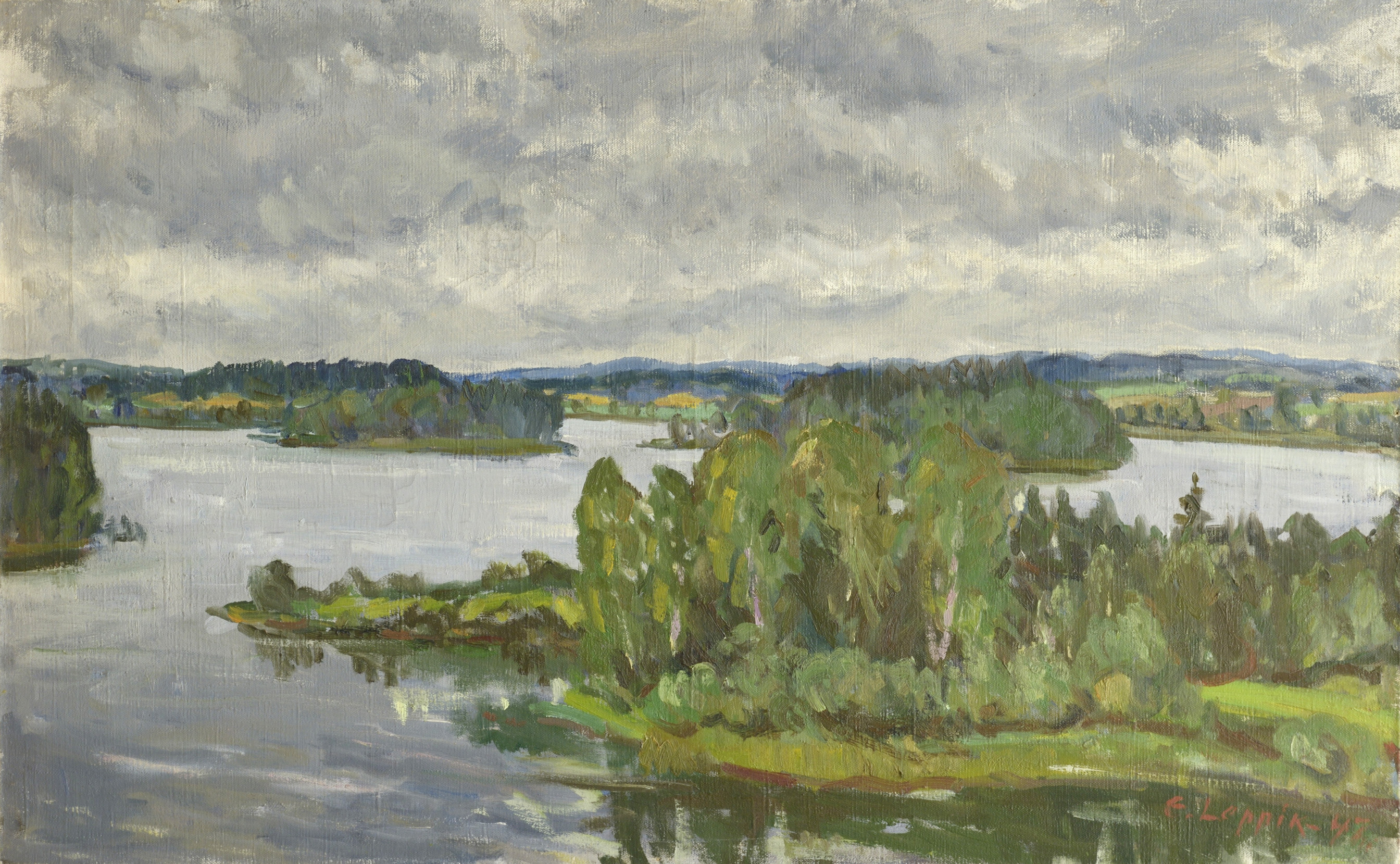
Le lac peint par Elmar Leppik.